# Havnegadevraget
Havnegadefundet er et skibsvrag, der blev fundet i København under udgravningerne til Københavns Metro ved Gammelholm i 1996 under ejendommen i Havnegade 19. Vraget stammer fra et klinkbygget skib fra 1500-tallet.
Fundet blev gjort i et område, hvor der har ligget et vigtigt skibsværft. Under udgravningen til metroen blev der gravet to grøfter langs den gamle kaj, og her fandt man flere faser af bolværket med pæletømmer, samt genbrugt træværk fra gamle skibe, der var blevet skilt ad og brugt som fyld. Vraget var en del af disse bolværker, hvor man fandt tegn på, at det havde været et kraftigt fartøj med dæk. Et omtrent tre meter langt stykke træ, som sandsynligvis stammer fra skibssiden på for- eller agterskibet, havde hak, der indikerede klinkbygning. Derudover var de fleste af fundgenstandene mindre fragmenter som umuliggjorde en troværdig rekonstruktion af vraget. Et træstykke bar præg af at være blevet kløvet, hvilket var en kostbar metode, da et stykke tømmer således kun kunne give få planker, modsat tømmer der bliver savet, hvilket var begyndt at blive almindeligt i større skibe i Danmark i løbet af 1500-tallet.
Et vrag, som blev fundet i 1968 ved Nationalbanken og er dateret til efter 1580, har planker, der er blevet savet. Det stammer fra et skib på omkring 13 meter, der ligeledes var blevet hugget op og brugt som fyld. Spanterne har nogenlunde samme dimensioner som vraget fra Havnegade, men med et mellemrum på 60 cm, hvor Havnegadevraget har et mellemrum på 35 cm.
Vraget blev undersøgt af arkæologen Morten Gøthche og blev ved hjælp af dendrokronologi dateret til perioden 1564-1600, men stammer sandsynligvis fra perioden efter 1580. Træet kommer givetvis fra Skåne, Halland eller Blekinge, men det er også muligt, at det stammer fra Polen.